# Provincia di Nayala
La provincia di Nayala è una delle 45 province del Burkina Faso, situata nella regione di Boucle du Mouhoun. Il capoluogo è Toma.

## Struttura della provincia
La provincia di Nayala comprende 6 dipartimenti, di cui 1 città e 5 comuni:

### Città
- Toma

### Comuni
- Gassan
- Gossina
- Kougny
- Yaba
- Yé